# Salambo (Nachtlokal)

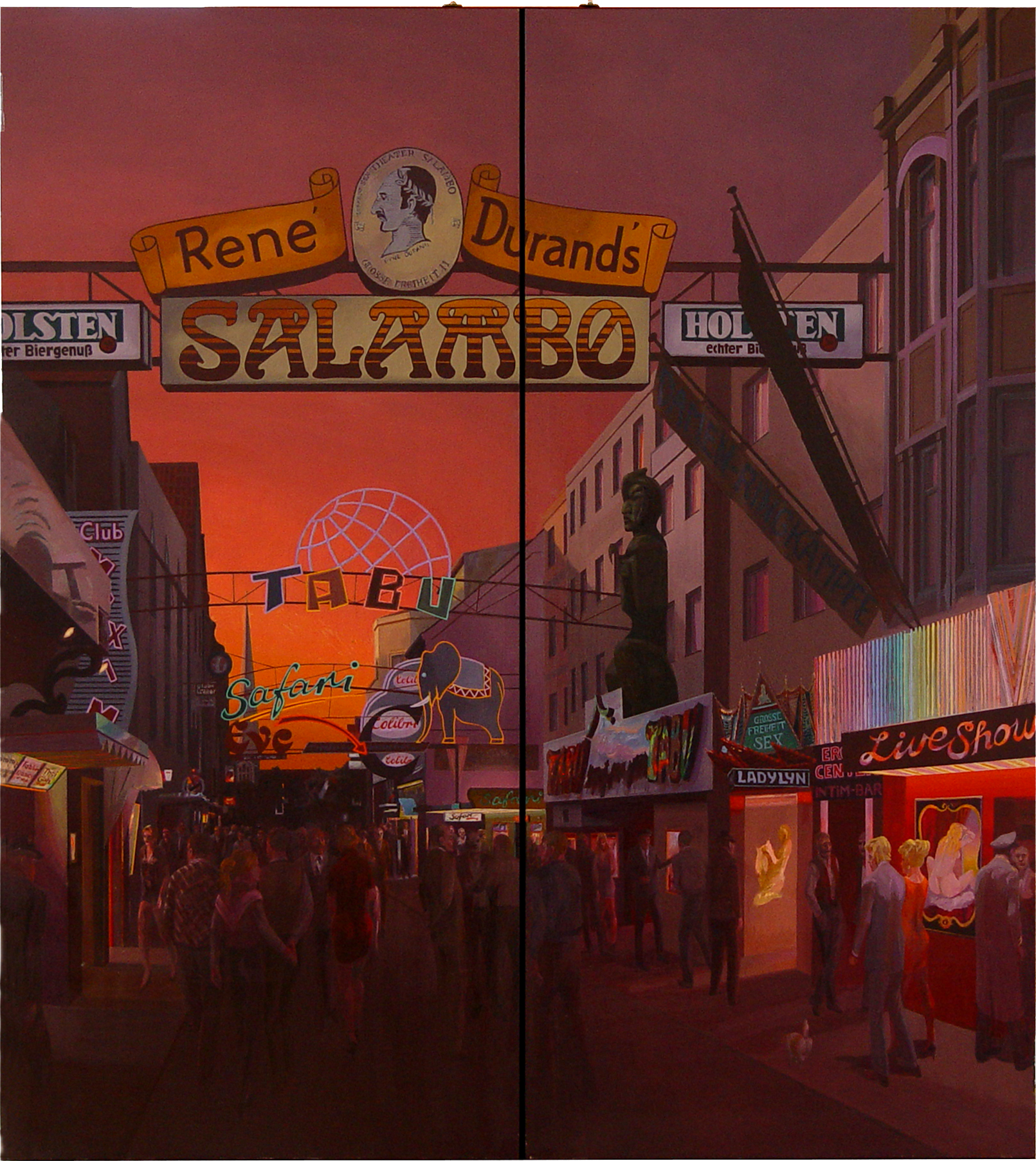
Blick in die Straße Große Freiheit mit dem „Salambo“-Schriftzug. Frontseite eines Triptychons des Hamburger Malers Otto Ruths aus dem Jahre 1989.

Das Erotik-Theater Salambo, alternativ auch René Durands Salambo, war ein Nachtclub auf der Großen Freiheit im Hamburger Stadtteil St. Pauli.

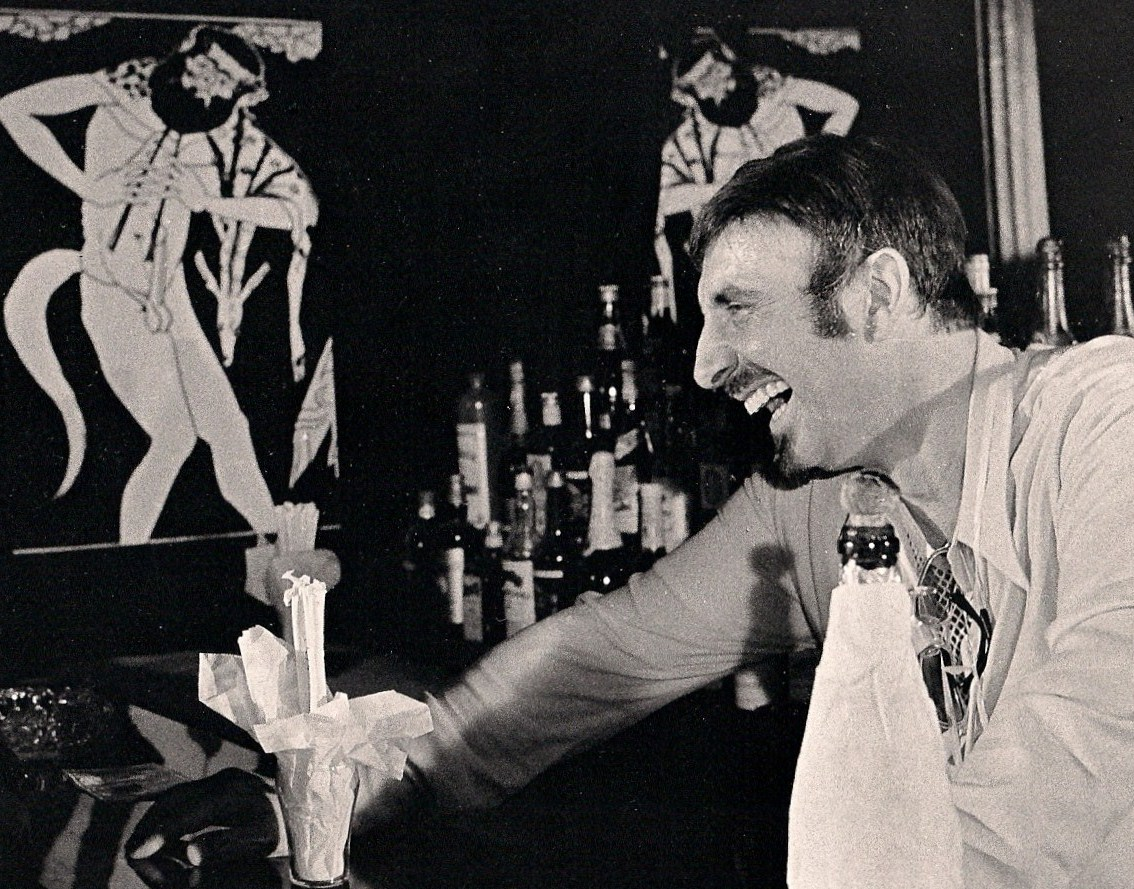
René Durand im Salambo

## Geschichte

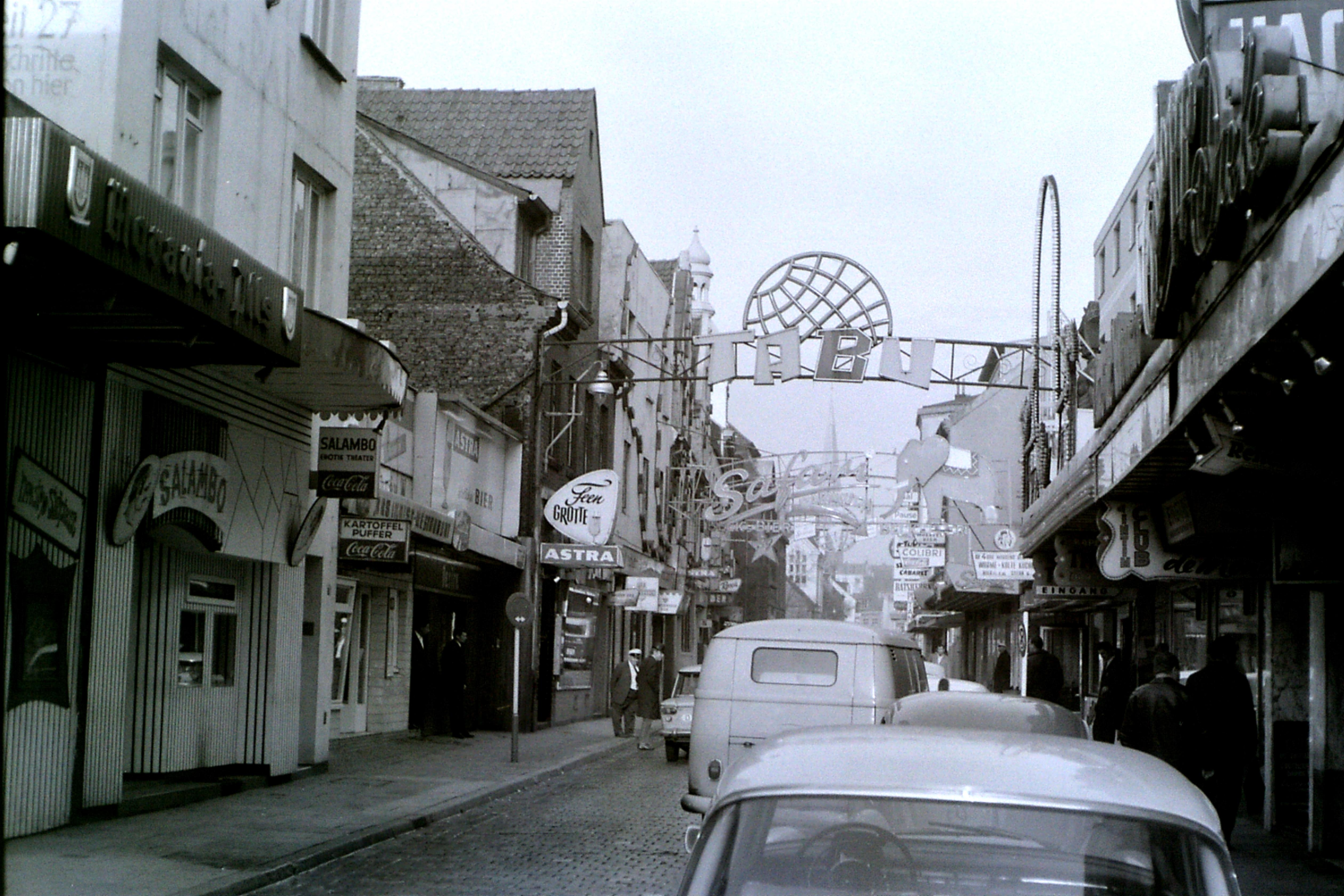
Das Salambo (vorn links) in der Großen Freiheit 11

Das Salambo wurde in den 1960er-Jahren von seinem Betreiber René Durand an der Großen Freiheit 11, dem sogenannten Paradieshof, eröffnet. Anfangs agierte er sogar selbst auf der Bühne. In den 1970er-Jahren wechselte das Geschäft in die Große Freiheit 39 in die Räumlichkeiten des ehemaligen Star-Clubs.
In einer Zeit, in der bei öffentlichen Darbietungen der Gummi des Slips mindestens fünf Zentimeter über dem Schamdreieck der Damen anliegen musste und Brustwarzen nicht zu sehen sein durften, war hier Live-Sex auf der Bühne zu sehen. Die äußerst freizügigen Shows wurden von Durand aufwändig und meist auch mit einem Funken Ironie inszeniert. Der gebürtige Franzose legte es auch darauf an, die Zuschauer während der oft derben erotischen Darbietungen nicht nur zu erregen, sondern auch zum Lachen zu bringen. In seinem erotischen Theater wurde neben Striptease mit zum Teil transsexuellen Darstellern aus Südamerika auch Geschlechtsverkehr in allen Variationen gezeigt. Nicht selten durften interessierte Gäste aus dem Publikum auch am Bühnengeschehen teilnehmen oder wurden von pausierenden Sexartisten in den Sitznischen und Séparées des Lokals bedient.
Das Salambo-Theater wurde mehrmals wegen des Verdachts der Förderung der Prostitution geschlossen, aber immer wieder eröffnet, da sich diese Anklagen nie einwandfrei beweisen ließen. Die Ära des Salambo wurde 1983 jäh unterbrochen, als Konkurrenten das Lokal abbrannten. Durand zog mit seinem Sex-Theater daraufhin in das Gebäude des einstigen Star Clubs. 1993 übernahm seine Tochter Yvonne die Geschäftsleitung, während sich der Vater vier Jahre im Ausland aufhielt. 1997 wurde das Nachtlokal vom Bezirksamt Mitte „pünktlich zum 25-jährigen Salambo Jubiläum“ endgültig geschlossen. In seinen Räumen befindet sich heute ein Tabledance-Club.